# Klayton
Scott Albert, más conocido por su nombre artístico Klayton, es un músico de rock electrónico que ha realizado trabajos bajo una multitud de nombres y es conocido por ser el rostro de su último proyecto, Celldweller. Es reconocido como uno de los iconos modernos más grandes de este ámbito y su música aparece tanto en títulos taquilleros enormes como X-Men y Iron Man o en videojuegos como Need for Speed y Dead Rising. Lo que destaca su estilo es el sonido que genera a partir de la combinación de varios géneros acoplados con lo electromecánico y lo electrónico, creando así una fusión perfecta entre lo digital y analógico. Es también reconocido por ser uno de los pioneros en crear un estilo combinando riffs y melodías propias del rock y el metal con sintetizadores o secuencias electrónicas.

## Biografía

### Infancia y juventud
Klayton (Scott) se crio en Nueva York dentro de una familia cristiana; iba a la escuela y solía asistir a la iglesia con sus mejores amigos, Buka y Klank (con los cuales realizó varios proyectos en el futuro). 
Scott, desde chico fue influenciado por varios elementos en relación con la música y se pasaba escuchando los viejos vinilos del abuelo que yacían en la casa; en su niñez tardía, recibe una batería como regalo de cumpleaños y es ahí cuando su afición por la música empieza.
En su adolescencia, Klayton se pasaba horas y horas practicando en el sótano de la casa con varios instrumentos que tenía; una curiosidad es que de ahí surge el apodo Celldweller que luego utilizaría en su proyecto musical, siendo su madre quien lo apodaba "Cellar Dweller" (Habitante de Sótano en inglés), cambiándose un poco para quedar como "Cell Dweller" (Habitante de Celda).
Estuvo muy influenciado por bandas de Heavy Metal como Judas Priest o Black Sabbath y de Thrash Metal como Slayer, Metallica, entre otras; siendo introducido en la electrónica por bandas como Depeche Mode, Skinny Puppy, Front Line Assembly y muchas más.

### Carrera musical

#### Immortal (1988-1990)
Scott, a fines de los 80 comienza a participar en una banda de Thrash Metal llamada Immortal, formada por él en batería y voz, su hermano Dan en guitarra y coros y Balki Lemyre (amigo de la infancia) en el bajo. La banda solo logra grabar un demo de forma independiente titulado Dead & Buried y se separan al poco tiempo debido a que Klayton decide dejar para comenzar un proyecto nuevo más amplio que solo lo típico de guitarra, bajo y batería.

#### Circle of Dust (1990-1995)
A principio de los 90, Klayton de forma paralela a su banda comienza a trabajar en un proyecto solista que combinaba elementos electrónicos industriales y riffs pesados de Thrash; después de la separación de Immortal, Scott se dedica oficialmente por completo a este proyecto al cual titula Circle of Dust, convirtiéndose en el primer paso de su carrera musical solista. Para llevar a cabo este proyecto, Klayton firma un contrato con R.E.X. Records, una discográfica local que se destacaba en lo que era el metal cristiano de ese entonces, representando a bandas como Believer, Living Sacrifice, entre otras. En 1991 logra grabar un demo que daría hincapié a su primer trabajo discográfico.
Circle of Dust logró abrirse camino en los círculos under del metal cristiano y recibió tanto críticas favorables por su originalidad/estilo, siendo avalado también por MTV y varios medios masivos de la época; como críticas negativas por parte de los oyentes cristianos que establecían que sus letras no eran muy religiosas.

logo

Klayton tenía una banda para las presentaciones en vivo de Circle of Dust, compuesta por Klank en guitarra (mejor amigo de la infancia, hoy miembro compositor/cantante de la banda homónima Klank), Chris Donohue en bajo y coros, Jason Tilton en batería y él en guitarra y voz. Dentro de los conciertos, lograron hacerse espacio en los festivales de Cobblestone gracias a la misma afiliación con el ámbito cristiano. Por supuesto, esto ayudó en gran parte a la promoción de la música en cuestión.
Durante esta época, Scott también participó de varios proyectos paralelos que marcarían varios puntos en su carrera musical, tales como Argyle Park, Brainchild, Chatterbox, etc.
En 1991, Klayton es enviado a un estudio en Chicago para grabar el primer disco, Circle of Dust; este es lanzado en julio de 1992. El disco en sí fue una decepción según lo declarado por Scott en varias entrevistas, específicamente dijo: 

Espero que toda copia de ese disco haya sido dematerializada permanentemente.
Klayton · HM Magazine

Durante la producción de su primer disco, Scott también participa en un proyecto paralelo que hace con Doug Mann (presidente en ese entonces de R.E.X. Records), este proyecto se termina llamando Brainchild y lanzan un disco denominado Mindwarp, el cual dio el inicio para las giras que se realizarían en los festivales cristianos del momento como Cobblestone (su mayor referente). El disco presenta un sonido mucho más agresivo que lo oído hasta entonces de Circle of Dust y combina varios elementos de secuencias electrónicas tanto como muestras o "samples" de películas, diálogos, canciones, etc. También destaca letras que van desde temas como la misantropía y la corrupción gubernamental hasta tópicos como el aborto. 
Se filmaron vídeos para las canciones Deviate y Telltale Crime, siendo este último el corto de difusión más reconocido de la banda, transmitido por MTV en varias ocasiones y el único que actualmente podemos encontrar en la web.
En 1993, Klayton decide realizar su primer disco de remixes, el cual llamaría Metamorphosis. Este disco es una combinación de re-mezclas de Brainchild (proyecto con Doug Mann), Living Sacrifice (banda de Death Metal que en ese entonces eran bastante cercanos) y Circle of Dust.
En 1994, R.E.X. Records se afilia con una cadena de distribución bastante grande, dándole la chance a sus artistas de ampliar su desarrollo musical en el mercado, es por eso que a Klayton se le recomienda lanzar otro disco lo más rápido posible. Pensando al respecto de toda la situación, Scott decide que convendría mucho más llevar adelante otro proyecto anterior pero bajo el nombre de Circle of Dust, y este mismo proyecto es Brainchild. Solo se modifican un par de canciones y es lanzado bajo el mismo criterio solo que incluyendo el nombre de Circle of Dust - Brainchild con el fin de crear un reconocimiento mayor como segundo disco de la banda. Klayton dice al respecto:

"Solo se necesitaba lanzar algo rápido que llegue a causar un impacto severo, yo creía que Brainchild era lo más certero para esto y solo modifiqué un par de canciones para re-lanzarlo. Después de todo nadie iba a saber que Circle of Dust - Brainchild fue alguna vez Brainchild - Mindwarp"
Klayton - HM Magazine

Este disco es el que lleva a Circle of Dust a un reconocimiento mayor; el disco recibe muy buenas críticas por parte de la industria metalera, declarando que era un estilo muy original que combinaba la agresividad maquinaria de Nine Inch Nails con el acople instrumental pesado de Metallica. Dando un gran salto en lo que se respecta.
En 1994, para aprovechar la gran distribución que persiste en R.E.X., Klayton surge con una idea que llevaría a dar una mejor imagen de lo reconocido hasta ahora como Circle of Dust. Y decide regrabar completamente desde cero su primer disco que había sido totalmente decepcionante en su momento. Es realizado en un periodo de pocos meses en su propio estudio junto a Vinny Syrek (amigo ingeniero/asistente de Klayton en sus discos) y pronto es lanzado al mercado en enero de 1995. El disco tuvo críticas muy positivas también por parte de revistas y programas importantes del momento.
El disco presenta esta vez una estética sonora distinta además de ciertas canciones que fueron re-emplazadas. Es el disco más vendido de Circle of Dust.
En 1995, Buka y Klayton se reúnen para conformar un proyecto junto a varios artistas del ámbito musical similar al de ellos. El proyecto se nombra Argyle Park, en honor al parque de Babylon, NY donde ambos se criaron. Lanzan únicamente un solo disco, que es Misguided pero rápidamente se convierte en la mira de personas del entorno y de los círculos de rock industrial; el álbum mezcla varios elementos propios de la electrónica industrial, con sonidos ambient deslumbrantes, guitarras pesadas y muchísimo más que en ese entonces era bastante inusual. El eslogan puesto en los afiches de promoción decía:

Bienvenidos a la nueva casta de música computarizada
Argyle Park

Promoviendo así, una innovación en lo que respecta la producción musical en ese entonces, incluyendo el uso de lo digital para grabar elementos físicos/electromecánicos.
Entre los invitados para este disco se encuentran Tommy Victor (Prong), Mark Salomon y Jeff Bellew (The Crucified), Dan Albert (Level, hermano de Klayton), Jyro Xhan (Mortal), J.G. Thirlwell (Foetus) y muchos más.
El disco, a su vez, se desarrolla a través de una historia que es relatada a lo largo de sus canciones; representada por diversos personajes que serían identificados detrás de Buka y Klayton, siendo estos Büka, Dred, Deathwish, OG y Celldweller (este último usado como seudónimo ante su estatuto de producción "Celldweller Productions" y actualmente su más reconocido proyecto musical).
El álbum también recibió muy buenas críticas pero logró también críticas negativas por parte de los cristianos que decían que su música no era lo suficientemente cristiana.

#### R.E.X. en Bancarrota - Disengage - Angeldust - Fin de Circle of Dust (1995-1998)
En 1995, algo inesperado sucede y crea una tensión enorme en lo que era Circle of Dust en ese entonces. R.E.X. Records queda en deuda con la empresa madre distribuidora y definitivamente se declara en bancarrota, siendo incapaz de pagar a sus músicos o artistas para crear un disco nuevo o financiar giras; pero tampoco podían retirarse y firmar otro contrato porque seguían vigentes con R.E.X. así que Klayton no tuvo otra alternativa más que resolver con asuntos legales la situación y desintegrar todo lo relacionado con Circle of Dust para poder emprender otro camino; en momentos de desesperación, es contactado por Criss Angel (ilusionista reconocido mundialmente). Es por eso que Scott parte a Los Ángeles.
En el transcurso de los años, Criss y Klay comienzan un proyecto llamado Angeldust que combina una serie de shows desde el lado de la magia mezclado con la música experimental de Klayton. En 1998 lanzan un disco llamado Musical Conjurings from the World of Illussion, el cual casi ni logró reconocimiento y fue retirado del mercado (se desconocen los motivos); aunque tiempo después, Klayton y Criss Angel lanzan una trilogía bajo el nombre de Criss Angel denominada System Trilogy que consta de tres discos, todos lanzados en el 2000, los álbumes contienen todas las canciones compiladas de Musical Conjurings from the World of Illussion más nuevas composiciones.
En esta época, Klayton deja de utilizar su nombre de pila (Scott Albert) para llevarse con el apodo Klay Scott, dado por Criss Angel reflejando su habilidad de moldear los sonidos como si fueran arcilla (Clay en inglés); el cual luego pasaría a ser Klayton para abreviar y evitar cualquier indicio de su nombre real.
En 1998, Klayton firma con una discográfica muy diminuta llamada Flying Tart Records, la cual utiliza para llevar a cabo la producción de su último disco y su "partida" del proyecto Circle of Dust, denominado Disengage. Este se destaca por tener un sonido completamente distinto al metal industrial que se veía reflejado en álbumes anteriores y esto se debe a que Klayton tenía la mente enfocada en otros géneros que iban más por lo electrónico que por lo modélico del metal, aunque conservaba su agresividad característica.
El disco se supone que iba a salir al mercado en 1997, pero varios problemas con la compañía retrasaron el lanzamiento. Klayton, al final termina acordando con la empresa y pudo ser lanzado el disco en 1998. Dentro de lo acordado, el disco incluye 6 canciones bonus que pertenecerían a un EP que Klay quería lanzar independientemente a Disengage llamado RefractorChasm, este mismo incluye varios remixes de él y Level (proyecto de su hermano) de las canciones Refractor y Chasm. El mismo fue promocionado y anunciado en la web oficial de Circle of Dust pero a último momento le es prohibido por parte de Flying Tart la publicación de un segundo material, por lo cual no le quedó otra que incluir estas canciones en el disco completo.
El disco tuvo mucha repercusión entre los fanes de Circle of Dust; a muchos le gustó el sonido nuevo que se había adaptado y otros proclamaron de forma negativa el hecho de que era muy electrónico a comparación de los discos previos.
En ese momento, se le pone fin a la larga trayectoria de Circle of Dust y Klayton comienza un nuevo rumbo hacia un proyecto que venía formando desde hace un tiempo, Celldweller.

#### Comienzos como Celldweller - El éxito (1999 - 2003)
En 1999, Klayton produce de forma independiente un EP (que es más considerado un demo) para experimentar con un nuevo proyecto dejando atrás su catálogo más reciente; este nuevo proyecto lo llama Celldweller. El disco es una edición limitada de 1000 copias para los seguidores de ese momento que estaban al tanto de lo que subía en mp3.com y en su página oficial. Este mismo EP contiene 3 canciones que luego estarían en el álbum debut y 2 canciones instrumentales que luego aparecerían en The Beta Cessions, un compilado de demos.
Mientras sigue trabajando con Criss Angel en lo que sería Angeldust, Klayton comienza a tomar más en serio su nuevo proyecto y junto a Grant Mohrman en coproducción comienza en el año 2000 a grabar el disco debut de Celldweller, homónimo.
La primera fecha anunciada de lanzamiento es a fines del año 2001 pero muchos imprevistos en la composición de varias canciones y producción hacen que el disco se retrase por mucho tiempo más; Klayton comienza a subir pequeños clips y versiones pre-masterizadas a mp3.com para obtener un seguimiento mayor. Comienza de a poco a ganar más popularidad y en determinado momento lanza una versión re-hecha final de Symbiont (canción que se encuentra también en el EP), días después de su lanzamiento Klayton quería probar algo con los oyentes y redirige a un enlace con los archivos WAV de Symbiont, dejando a que cada persona cree su propio remix. Los remixes que fueron enviados a Klayton salen años después en el EP Symbiont Remixes
De a poco va anunciando todo progreso del primer disco que está siendo desarrollado. Finalmente se logra una fecha específica de lanzamiento durante la fase de mastering y es el primer día del año siguiente (1 de enero de 2003).
El disco es lanzado primero de forma digital por cdbaby.com y después impreso para la distribución por encargo o por el Street Team (equipo compuesto por fanes de Klayton dispuestos a comerciar su música por las calles). El disco es hasta el día de hoy considerado su mejor trabajo, y es considerado también uno de los mejores discos de rock electrónico jamás creados; además es el disco que lo llevó al reconocimiento a nivel mundial.
El álbum debut de Celldweller se encuentra entre los 3 discos que absolutamente todas sus pistas fueron usadas como licencia en material audiovisual o videojuegos, tales como Need for Speed Most Wanted, Dead Rising 2, Duro de Matar, Carrera de la Muerte, etc. Siendo los otros dos discos de Moby y The Crystal Method. 
Dentro del sonido y la estética del álbum, se puede notar la gran variedad de géneros entrelazados en cada canción; yendo desde composiciones base de trance como The Last Firstborn, rock alternativo electrónico como Switchback y metal con drum n bass como One Good Reason. El disco llegó al número 17 en las ventas digitales mundiales de Billboard en 2003; tuvo más de 2.000.000 de reproducciones en mp3.com, ganó el premio de "Disco del año" en el Plain Folks Awards junto con el de "Productor del año" y ganó el de "Disco electro-industrial del año" también. Además recibió premios individuales por las canciones One Good Reason, Switchback, Stay With Me y I Believe You. 
En 2003, poco después del lanzamiento del disco Klayton decide comenzar a hacer giras con una nueva banda (compuesta por él, Kemikal y Dale Van Norman) para promocionar. 
También llegó a estar en 2005 frente a 60.000 personas en Sao Paulo, Brasil junto con Growling Machines, siendo este uno de los conciertos más importantes de su carrera.

#### SVH - FiXT - Wish Upon a Blackstar (2005 - 2012)
En el 2004, Klayton anuncia en su página que estaba trabajando en un nuevo álbum que no tenía bien definido todo pero que probablemente estaría listo ya para el 2006, lo cual no sucedió en función a varios proyectos paralelos que lo retrasaron, creando muchas quejas entre los fanáticos. En ese momento Klayton había empezado a integrar de a poco y fundar lo que sería su discográfica independiente actual; FiXT. De a poco, FiXT se fue integrando con varios artistas reconocidos dentro de lo que es la electrónica y el rock alternativo, y creció exponencialmente ya teniendo su propia tienda y su propia distribución. Hoy en día, es una de las discográficas independientes más reconocidas globalmente, representando a varias leyendas de la música electrónica actual.
En 2006, Klayton abre un canal en YouTube para compartir sus trabajos con el público, mostrando en ese momento clips del estudio, haciendo anuncios y corroborando noticias, anunciando también un disco sorpresa que tenía pensado lanzar en su momento que realmente no se había dado; el cual sería recién anunciado en 2007.
En 2007, a través de YouTube anuncia que está realizando su primer disco instrumental con el propósito de crear material de banda sonora para películas. Anuncia que se creará una serie denominada Soundtrack for the Voices in My Head y que probablemente estaría disponible en el año siguiente, lo cual ocurrió y fue lanzado al mercado los primeros meses; tuvo una buena repercusión y sus canciones fueron usadas en éxitos de taquilla como X-Men Origins: Wolverine o videojuegos como Dead Rising 2 (siendo de este mismo todo el OST de Celldweller).
Ese mismo año (2007) Klayton realiza una serie de competencias de remixes por YouTube, dando al público los archivos de una canción a elección propia junto con grabaciones crudas que en algunos casos (como Switchback) no salieron en la versión final; todos los remixes realizados serían lanzados en un disco y los ganadores recibirían mercancía gratuita. Se realizaron tres discos bajo el título de Take It & Break It siendo remezcladas Own Little World (vol. 01), Frozen (vol. 02) y Switchback (vol. 03).
En una entrevista del año 2008, se le pregunta a Klayton por el lanzamiento de su supuesto "nuevo disco", el cual tendría que haber sido lanzado en 2006 según él mismo había planificado, a lo cual responde:

"Me encantaría poder decirle a todo el mundo "Ey, el álbum estará listo para esta fecha" pero aprendí una buena lección, y es que es muy difícil predecir lo que puede suceder en estos casos. Puedo decir que estoy buscando métodos para lanzar el disco de alguna forma sin que pierda la relevancia pero... prefiero no decir nada hasta que esté seguro y no meterme en problemas."
Klayton

En marzo de 2009 anuncia que el disco se va a llamar Wish Upon a Blackstar y va a ser lanzado en 5 capítulos, sobre esta nueva metodología de lanzamiento, Klayton dice:

"Me gusta la idea de lanzar una canción a medida de que la voy terminando, puedo estar en el estudio mezclando todo y al otro día eso mismo puede estar saliendo de sus parlantes pero... los tiempos cambiaron. Tenía varias ideas como de "cuerpo completo" para este disco, pero las abandoné desde que me tomó tanto trabajo hacerlo. Así que no me siento del todo bien lanzando una canción a la vez, ni tampoco hacerlos esperar para que todo el trabajo esté hecho; así que voy a lanzar el disco en capítulos. El 5to capítulo va a ser ya parte del disco completo y las canciones restantes (por supuesto) van a ir ahí.
Klayton

Los capítulos estaban compuestos por dos canciones (ediciones estándar) y dos instrumentales de las respectivas canciones (ediciones deluxe). El artwork de los capítulos era realizado por la gente; Klayton seleccionaba el fanart que le era enviado y era colocado en cada uno de los discos. Fueron lanzados 4 capítulos de 5, siendo el quinto el disco completo que fue lanzado 12 de junio de 2012.
El disco mostraba una evolución sonora mucho más compleja que la del disco anterior y la estética se basaba mucho más en lo electrónico que en el rock. Aun así, tuvo muy buenas críticas que favorecían la evolución musical que seguía trascendiendo en el trabajo.
El mismo año también realiza una serie de remixes que son lanzados en el disco The Complete Cellout (Vol. 01), canciones que luego serían utilizadas para los conciertos en vivo y también lanza la segunda entrega de SVH: Soundtrack for the Voices in My Head (Vol. 02).

#### Scandroid - End of an Empire - Blackstar - RefractorAudio - Circle of Dust 2016 (2013 - actualidad)
En enero del 2013, Klayton anuncia en su página web que Celldweller (el álbum debut) cumple 10 años desde su lanzamiento en 2003, y que está preparando un pequeño regalo para los fanes de este disco. En febrero anuncia que estaba terminando de mezclar una canción que supuestamente iba a salir en el primer disco o en Wish Upon a Blackstar pero no lo logró en lo absoluto y la había abandonado. En mayo, finalmente, anuncia mediante un vídeo que es compartido en toda su red, que se lanzaría una edición de décimo aniversario del disco Celldweller; incluyendo demos, canciones inéditas y remixes. La 10 Year Anniversary Edition sale al mercado el 10 de junio de 2013, con la canción "inédita" Uncrowned incluida.
Ese mismo año, Klayton comienza a trabajar en muchos proyectos paralelos como banda sonora de películas y composición de una discográfica menor (Subterra Records) para ayudar a crecer a artistas del under. También da un espacio en FiXT como editorial de libros para lanzar un pedido de un gran fanático de su trabajo (Josh Viola) "The Bane of Yoto", que según su autor, estaba basado en el concepto de Wish Upon a Blackstar. Bajo este mismo criterio, en 2014, Josh Viola comienza a lanzar una serie de libros que se dividió en dos actos llamada Blackstar, siendo esta la continuación de su trabajo anterior, colaborando con Klayton para un OST del libro titulado de la misma forma. El formato completo fue lanzado a fines de 2015.
A fines del 2013, Klayton anuncia una página llamada "SalvationCode" con un contador, dejando en la intriga a muchos de sus fanáticos sobre que era lo que sucedería. Al terminar el contador, Klayton sube un vídeo llamado (respectivamente) Your Salvation Code, donde revelaba un código que se tenía que ingresar en la misma página. Cuando la web se abría mostraba el anuncio al nuevo proyecto musical en el que estaba trabajando junto a Varien, llamado Scandroid. Este proyecto mostraba una estética musical electrónica-futurista con elementos a veces del retro wave como solía representarse en los años 80. El primer sencillo de Scandroid (Salvation Code) sale en agosto del 2013. En 2014, Varien se retira del grupo para dedicarse a su propia música, dejando a Klayton solo a cargo del proyecto que hasta el día de hoy sigue. Fueron lanzados 5 sencillos hasta el momento y se está planeando un disco completo para el 2016.
A principios de 2014, Klayton anuncia que estaba trabajando en un nuevo disco, y que este iba a ser probablemente su mejor trabajo hasta ahora, con una estética de película pisando una mezcla entre la forma de producir que tenía en sus primeros discos con los sintetizadores modulares analógicos que había integrado en su estudio. Se revela el nombre del álbum en junio, diciendo que se va a llamar End of an Empire y que iba a mostrar una historia conceptual ambientada en facciones y que también sería lanzado en capítulos, cada uno con un margen temático. El primer capítulo Time es lanzado en septiembre del 2014, siendo Love su posterior en diciembre, Dreams en marzo de 2015 y Death en julio. Los capítulos de este disco eran mucho más completos que los contenidos en Wish Upon a Blackstar; estos tenían además de 2 canciones presentadas, varios remixes de estos temas y 3 de las nuevas facciones (Factions en inglés); las Factions eran composiciones de marco sonoro instrumental que partían desde las canciones del disco siendo estas las "relatoras" de la historia que abarca el álbum, siendo descritas por Klayton como "Mini películas sonoras". 
El álbum End of an Empire final es lanzado el 6 de noviembre de 2015, siendo presentado en varios formatos y por primera vez, hecho en Box Set de 5 discos incluyendo los 10 tracks del disco, las 15 facciones, los instrumentales y dos discos de remixes, también fue lanzado en vinilo. Recibió críticas muy favorables, fue descrito como la única comparación posible con su primer disco, además la producción que tuvo mezclando elementos digitales con analógicos y manteniendo una historia a través de las pistas hizo que este sea valorado por otros artistas grandes de la música electrónica y el rock en general. Según varios críticos es visto como una "película plasmada en un campo sonoro".
Dentro del tracklist hay algo que realmente sorprendió a los fanáticos de Klayton, y fue que dentro de los remixes se encontraba uno denominado Jericho (Circle of Dust Remix); este remix creó especulaciones de lo que respectaba a Circle of Dust , que es cuando Klayton crea una página en Facebook como Circle of Dust, subiendo una foto de aquel entonces, dando más intriga al respecto. Poco después del lanzamiento de End of an Empire, Klayton hace un video de Ask Celldweller, donde se le pregunta sobre "Circle of Dust en general", el contesta:

Respecto a Circle of Dust en general... todos saben que no me gusta hablar mucho de ello, pero creo que es tiempo de que eso cambie.
Klayton

Tras haber dicho eso, anuncia que obtuvo los derechos de los másteres de todo su material en Circle of Dust, y que los discos iban a ser remasterizados y relanzados en 2016. Incluyendo que iba a lanzar un nuevo sencillo como Scandroid (feat. Circle of Dust) y la noticia más impactante, que estaba trabajando en un nuevo disco como Circle of Dust para fines del 2016. También saldría remasterizado el disco Misguided que hizo como Argyle Park.
Los remasterizados de Circle of Dust, no solo iban a contener sus respectivas canciones con una calidad de sonido mejor y más moderna, sino que como bonus, canciones inéditas, remixes o demos que nunca vieron la luz, incluyendo en cada relanzamiento, una canción del nuevo disco que va a salir a fin de año. 
Klayton responde ante todo esto "No puedo creer que esto esté pasando, no creía que iba a revivir mi pasado de esta forma, sabiendo que antes lo quería enterrar". El primer remasterizado será lanzado en marzo (Circle of Dust, homónimo), el segundo en abril (Brainchild), el tercero en junio (Metamorphosis), el cuarto en agosto (Misguided) y el último en octubre (Disengage).
Un video para la canción "Contagion" fue hecho para promocionarla, la canción está disponible para su descarga gratuita.
Klayton, hace unos años comenzó a trabajar en su propio emprendimiento musical de software de audio, partiendo desde packs de samples hasta VSTs y plugins. El primer producto de esta empresa llamada Refractor Audio es anunciado recién en 2016 y lanzado el mismo año; este producto se llama Transport, un instrumento virtual creado en Native Instruments Kontakt con la posibilidad de grabar y utilizar muestras a través de modificaciones de envolvente y efectos; incluye con su compra alrededor de 3GB de loops creados con todos los instrumentos de Klayton en su estudio (incluyendo los sintetizadores analógicos).
Por el momento, Klayton tiene planeado crear el scoring de la temporada 3 de Killer Instinct junto a Tom Salta, lanzar el primer disco de Scandroid y el nuevo disco anunciado de Circle of Dust.

## Carrera en YouTube
Klayton, en 2006, comenzó a subir vídeos a YouTube con el fin de mantener su música compartida por otro medio, desde entonces comienza a hacer vlogs, anuncios, clips dentro del estudio y demás. Su primer canal se llamaba CelloutTV, el cual cerró en 2009 por motivos que no se saben.
En su nuevo canal, Celldweller, comienza a mantener un programa semanal donde divide en secciones los vídeos que sube:
- Ask_Celldweller: Apartado de preguntas y respuestas, Klayton responde a lo que sus fanes le envían por las redes sociales.
- Cellevision: Clips casuales o vlogs de lo que ocurre en la vida de Klayton dentro del estudio o con otros artistas.
- Celldweller Production: Espacio donde Klayton muestra equipos del estudio que adquiere recientemente y crea ciertos tutoriales de producción.
- Recording Cessions: Sesiones en el estudio en donde compone o graba una canción.
- Transmissions: Sesiones en donde él compone una canción en el momento con el uso de vocoders, sintetizadores o cualquier otro elemento. De esta sección Klayton está lanzando una serie de discos llamados respectivamente Transmissions.
- Demo Vault: Esta sección actualmente está inactiva y probablemente borrada del canal, Klayton aclaró que prefiere hacer otras cosas antes que mostrar demos, es por eso que fue reemplazada por Transmissions. La sección es reflejada por el nombre, Klayton subía demos de hasta años cercanos al primer disco y hacía comentarios del mismo.

El canal, últimamente se vio bajo cambios drásticos tanto en lo estético como en el contenido, y mucho de esto se debe al hincapié que Klayton comenzó a hacer en Circle of Dust y Scandroid de forma paralela a Celldweller; pasó a ser actualizado con nuevos videos únicamente dos veces a la semana y hay ciertas secciones que se simplificaron o se dejaron de hacer tan seguido. Ahora está conformado por:
- Ask_Klayton: Se le cambió el nombre a Ask_Celldweller para dejar el énfasis en dicho proyecto debido al nuevo hincapié que Klay comenzó a hacer en sus otros proyectos (Circle of Dust y Scandroid), de ahora en más se realizan preguntas generales.
- Gear & Production: Esta sección surgió con la función de mostrar una pieza del equipo (generalmente un sintetizador modular) para enseñar sus funciones y también se realizan ciertos vídeo-tutoriales de conceptos básicos de sintetizadores.

Más la desaparición de la serie Transmissions como vídeos (se continúa como discos) y Recording Cessions.
Actualmente tiene alrededor de 125.000 suscriptores y su vídeo con más visitas es el de Frozen (Celldweller vs. Blue Stahli) con 3.000.000 de visitas.

## Emprendimientos

### FiXT
Klayton y su mánager fundaron Esion Media para la producción y el lanzamiento del primer disco de Celldweller. Poco después, Klayton convierte a Esion en una nueva discográfica independiente llamada FiXT que data sus comienzos en 2006. 
Los primeros lanzamientos a través de FiXT fueron una serie de EPs y discos pertenecientes a concursos de remixes, siendo más específico, los de la serie Take It & Break It. De a poco, la discográfica fue evolucionando y creciendo hasta firmar con artistas muy grandes del ámbito electrónico, siendo uno de los más reconocidos y el primer artista, Blue Stahli, que creció y ganó popularidad gracias a la amistad que generó con Klayton desarrollando a la par la futura empresa.
Hoy en día, FiXT es una de las discográficas independientes más grandes y reconocidas en la música electrónica, representando a muchos artistas y desarrollando otras actividades por fuera de lo musical: 
FiXT actúa también de editorial de libros, ya habiendo lanzando tres libros pertenecientes a una historia creada por un fanático de Celldweller (Josh Viola) denominada Blackstar, basada en el concepto del disco Wish Upon a Blackstar. 
Como complemento, la empresa también actúa como licenciador de música para TV, películas y videojuegos.

#### Subterra Records
Subterra es una discográfica underground independiente perteneciente a FiXT como empresa madre; la discográfica se basa en la publicación de material enviado a través de contacto por correo electrónico. El objetivo de esta sub-discográfica es dar a conocer a algunos artistas que quieren distribuir su música por varias plataformas con un poco de promoción; que conste que la publicación de contenido es totalmente gratuita y ya hay varios artistas participando del proyecto como Sebastian Kommor y Varien.

### Outland
Outland es una línea de vestimenta creada por Klayton y otros miembros de FiXT, la línea consta con una tienda en línea mediante la FiXT Store y un sitio web con fines de promoción. Los diseños de la ropa que Outland ofrece están basados en el ambiente de ciencia ficción que representa la música de varios artistas pertenecientes a FiXT, siendo la perfecta combinación de indumentaria con música.

### Refractor Audio
Refractor Audio es el emprendimiento más reciente de Klayton, que surgió en 2016 aunque Klayton ya venía anunciando que estaba trabajando en algo relacionado años anteriores. La empresa consiste en la manufactura de software/hardware de audio, desde packs de muestras (samples) o VSTs hasta sintetizadores modulares y hardware de sonido.
El primer producto que salió a luz de Refractor Audio es un instrumento virtual llamado Transport, el cual da la posibilidad de samplear cualquier grabación y modificarla a través de un motor repleto de efectos y modulaciones; el producto está programado en Kontakt de Native Instruments. El programa se vende en la FiXT Store e incluye un pack de 3GB de samples en formato WAV extraídos de grabaciones de Klayton en su estudio con guitarra, bajo, batería y sus sintetizadores modulares.

## Estilo musical
Klayton es principalmente conocido por estar detrás de tres proyectos: Circle of Dust, Celldweller y Scandroid. Los tres con un estilo distinto pero una base idéntica que es prácticamente lo que destaca su música. Esto mismo es el hecho de combinar elementos electromecánicos y analógicos con elementos electrónicos y digitales, mostrándose en una combinación de géneros constante entre cada canción. En lo que respecta al sonido, se puede oír frecuentemente un riff de guitarra sólido, con un beat electrónico siendo acompañado por un pad o un lead sintetizado; además sus canciones siempre tienden a mostrar una composición compleja enseñando también aspectos orquestrales y de ambiente.
Cada proyecto llevado a cabo por Klayton se destaca por un estilo único:
- Circle of Dust, su primer proyecto musical a través de los años 90, es una mezcla entre el Thrash Metal moderno de aquel entonces con secuencias electrónicas, más específicamente del ámbito del Electro Industrial (más visto en ese entonces como un movimiento anti-cultura popular). Se suele comparar el estilo de Circle of Dust mucho con el viejo Nine Inch Nails.
- Celldweller, el proyecto más reconocido de su carrera, presenta ya un terreno más amplio que el anterior, siendo el mismo evolucionado en varias formas a través de los años. En la etapa del primer álbum (homónimo) se le daba un estilo más de rock electrónico mezclando géneros como drum n' bass, breakbeat, industrial, metal y rock en la extensión de las canciones; este primer disco probablemente sea el más variado entre los producidos en su carrera. Pasando el tiempo, el proyecto evolucionó en un sonido más electrónico que genérico propio del rock/metal, utilizando ya sintetizadores analógicos o modulares y un sonido más moderno familiarizado con lo popular.
- Scandroid, el proyecto más reciente, consiste en la experimentación entre la electrónica moderna con el New Wave (o Retro Wave a veces dicho) de los años 80 dando más un aspecto raro entre lo futurista y lo antiguo. El proyecto antes se conformaba de Klayton y Varien, aunque el mismo se retiró para dedicarse a su proyecto personal, dejando solo a Klay a cargo del proyecto.

Cabe destacar que estos tres proyectos, en la actualidad, se relacionan entre sí y crean un concepto de ciencia ficción en un cierto estilo cinematográfico que luego se ve reflejado en las historias relatadas dentro de los discos, lo cual hace la música mucho más interesante.

## Discografía

### Proyectos principales

#### Immortal
- Dead & Buried (Demo) - 1990 · Independiente

#### Brainchild
- Mindwarp - 1992 - R.E.X. Records

#### Circle of Dust
- Circle of Dust - 1992 · R.E.X. Records
- Metamorphosis - 1993 · R.E.X. Records
- Brainchild - 1994 · R.E.X. Records
- Circle of Dust (Re-impresión) - 1995 · R.E.X. Records
- Disengage - 1998 · Flying Tart Records
- Circle of Dust (Remasterizado) - 2016 · FiXT
- Brainchild (Remasterizado) - 2016 · FiXT
- Metamorphosis (Remastrizado) - 2016 · FiXT
- Disengage (Remasterizado) - 2016 · FiXT
- Machines of Our Disgrace - 2016 · FiXT

#### Argyle Park
- Misguided - 1995 · R.E.X. Records
- Suspension of Disbelief (bajo el nombre AP2) - 2000 · Tooth & Nail Records
- Misguided (Remasterizado) - 2016 · FiXT

#### Angeldust/Criss Angel
- Musical Conjurings From the World of Illussion - 1998
- System 1 in Trilogy - 2000
- System 2 in Trilogy - 2000
- System 3 in Trilogy - 2000

#### Celldweller
- Celldweller (EP de Edición Limitada) - 2000 · Esion Media
- Celldweller (Álbum) - 2003 · Esion Media
- The Beta Cessions - 2004 · Esion Media
- Soundtrack for the Voices in My Head (Vol. 01) - 2008 · FiXT
- Wish Upon a Blackstar - 2009 > 2012 · FiXT
- Soundtrack for the Voices in My Head (Vol. 02) - 2010 > 2012 · FiXT
- The Complete Cellout (Vol. 01) - 2011 · FiXT
- Live Upon a Blackstar - 2012 · FiXT
- Space & Time EP - 2012 · FiXT
- Celldweller (10 Year Anniversary Edition) - 2013 · FiXT
- Soundtrack for the Voices in My Head (Vol. 03) - 2013 > 2016 · FiXT
- Blackstar - 2013 > 2015 · FiXT
- Demo Vault (Vol. 01) - 2014 · FiXT
- Demo Vault (Vol. 02) - 2014 · FiXT
- End of an Empire - 2014 > 2015 · FiXT
- Transmissions (Vol. 01) - 2014 · FiXT
- Transmissions (Vol. 02) - 2015 · FiXT
- Transmissions (Vol. 03) - 2016 · FiXT
- Space & Time (Expansion) - 2016 · FiXT

#### Scandroid
| Year | Album      | Label      |
| ---- | ---------- | ---------- |
| 2016 | Scandroid  | FiXT Music |
| 2017 | Monochrome | FiXT Music |

### Apariciones, producción, mezcla o contribución
- AP2
  - Produjo y contribuyó en dos canciones para el disco Suspension of Disbelief (2000 - Tooth & Nail)
- Billy Lamont
  - Contribuyó en "The Poets Eye" para el disco Eulogy: Flowers for the Living (1995)
- Breathing Underwater
  - Mezcló la canción "Capsized" para el disco Breathing Underwater EP (2006)
- Blue Stahli
  - Produjo, mezcló y cantó adicionalmente en "Kill Me Every Time" para el disco homónimo Blue Stahli (2011 - FiXT)
- BT
  - "Suddenly (Celldweller Mix)" extraído del disco de BT These Hopeful Machines (2010 - Nettwerk)
- Chatterbox
  - Produjo, programó, mezcló y contribuyó en voces e instrumentación para el disco Despite (1994 - Tooth & Nail)
- Criss Angel
  - Produjo, escribió y remezcló canciones para el disco Mindfreak (2006 - Apitrag Records)
- Fluffy
  - "Hulaville" Remix (la compañía se disolvió antes del lanzamiento oficial, la pista solo está disponible en bootlegs) (1998 - Flying Tart Records)
- Fluffy Star
  - Voces en "Cold" del disco Come On! (2007)
- Klank
  - Produjo, mezcló y programó el disco Still Suffering (1996 - Tooth & Nail Records)
  - Contribuyó en todos los remixes de Downside EP (1997 - Tooth & Nail Records)
- Level
  - "Backslide (Klay Scott Revision)" (el EP de remixes fue cancelado, se filtró la canción en línea) (1999 -  Flaming Fish Music)
  - "Home (Klayton Revision)" para el disco Home Re:Mix (2007 - FiXT Music)
- Living Sacrifice
  - Contribuyó en el opening "Emerge" del disco Nonexistent (1992 - R.E.X. Records)
- Pendulum
  - "Propane Nightmares (Celldweller Remix)" para el disco In Silico (2008 - Atlantic Records)
- Prong
  - Coescribió la canción "Controller" (la canción comparte el mismo riff que "Doomsayer" de Argyle Park) para el disco Rude Awakening (1996 - Sony/Epic)
  - Contribuyó en el "Klay Angel Mix" para el "Rude Awakening" remix single (1996 - Sony/Epic)
- Subkulture
  - Produjo y contribuyó con voces en el EP Erasus (2007 - FiXT Music)
- The Way Sect Bloom
  - Producción, programación e instrumentación adicional para el disco Efflorence (1997 - Flaming Fish Music)
- Otros artistas
  - "Never" de Rivot (un proyecto junto al ingeniero de Circle of Dust, Vinny Syrek); escrito y grabado por Klayton con Vinny en voz, puesto en el compilado Demo-lition II (1994 - R.E.X. Records)
  - "The Abyss" cover de Stryper, acreditado como Cell Dweller para el disco Sweet Family Music: A Tribute to Stryper (1996 - Flying Tart Records)
  - Produjo y mezcló la versión de Prong de "London Dungeon" extraído del disco Violent World: A Tribute to the Misfits (1997 - Caroline Records)